# Bovendurme
De Bovendurme is het deel van de Durme dat gelegen is in het Bekken Gentse kanalen. De rivier begint bij de samenvloeiing tussen de Zuidlede en de Moervaart nabij Daknam. Ze stroomt dan verder langs Daknam en door het centrum van Lokeren, en mondt uit in de Benedendurme nabij het Molsbroek. Vroeger waren de Bovendurme en Benedendurme één rivier genaamd de Durme. Maar door regelmatige overstromingen werd er een dam gebouwd aan het Molsbroek wat de rivier in twee delen splitste. Hierdoor wordt de Benedendurme vaak nog de "Durme" genoemd, maar de Bovendurme foutief als de Moervaart vermeld.